# Erebia simulans
Erebia simulans är en fjärilsart som beskrevs av B.C.S Warren 1931. Erebia simulans ingår i släktet Erebia och familjen praktfjärilar. Inga underarter finns listade i Catalogue of Life.